# Ка Соларо Суд (Венеција)
Ка Соларо Суд (итал. Ca' Solaro Sud) је насеље у Италији у округу Венеција, региону Венето.
Према процени из 2011. у насељу је живело 55 становника. Насеље се налази на надморској висини од 0 м.